# سرگی شیروکوف
سرگی شیروکوف (روسی: Серге́й Серге́евич Широков؛ زادهٔ ۱۰ مارس ۱۹۸۶) بازیکن هاکی روی یخ اهل روسیه است.
وی همچنین برندهٔ جوایزی همچون نشان دوستی شده‌است.
از باشگاه‌هایی که در آن بازی کرده‌است می‌توان به ونکوور کناکز اشاره کرد.